# Sean Wroe
Sean Wroe (Melbourne, Australia, 19 de marzo de 1985) es un atleta australiano, especialista en la prueba de relevos 4 x 100 m, con la que ha llegado a ser medallista de bronce mundial en 2009.

## Carrera deportiva
En el Mundial de Berlín 2009 gana la medalla de bronce en los relevos 4 x 100 metros, con un tiempo de 3:00:90, tras Estados Unidos y Reino Unido, siendo sus compañeros de equipo: Ben Offereins, Tristan Thomas y John Steffensen.